# Gianis Varoufakis
Yanis Varoufakis (Γιάνης Βαρουφάκης), född 24 mars 1961 i Aten, är en grekisk nationalekonom och var Greklands finansminister januari-juli 2015. 
I januari 2015 som följd av det grekiska parlamentsvalet valdes han som representant för SYRIZA och tillträdde sin ministerpost i Alexis Tsipras regering.
Han har dubbelt grekiskt-australiskt medborgarskap, är professor i ekonomi vid Atens universitet och deltagare i den pågående debatten om den globala och europeiska krisen. Han är också privatkonsult för Valve Corporation.

## Uppväxt och utbildning
Varoufakis föddes i Palaió Fáliro i Aten. Under skolgången bestämde han sig för att skriva sitt namn med bara ett "n", Yianis istället for Yiannis, vilket är den vanliga stavningen. Efter sin examen 1976 fortsatte han med studier vid University of Essex. Hans första avsikt var att studera fysik, men valde slutligen ekonomi. Efter första veckorna bestämde han sig för att byta till matematik. Under hans studier var han aktiv i flera politiska föreningar. I oktober 1981 han fortsatte till Universitetet i Birmingham, där han erhöll en MSc i matematisk statistik. 1987 blev han ekonomie doktor vid University of Essex.

## Karriär
Mellan 1982 och 1988 undervisade Varoufakis i nationalekonomi och ekonometri vid University of Essex och University of East Anglia. Efter Margaret Thatchers tredje valseger bestämde han sig för att lämna Storbritannien och han accepterade ett erbjudande om att undervisa vid University of Sydney. Mellan 1989 och 2000 undervisade han vid University of Sydney, som universitetslektor i ekonomi. År 2000 flyttade han tillbaka till Grekland där han blev professor i ekonomisk teori vid universitetet i Aten. Från 2013 har han undervisat vid University of Texas. November 2013 utsågs han till gästprofessor vid Stockholms universitet, institutionen för data- och systemvetenskap, för att undervisa i spelteori och beslutsteori vid eGovLab.

## Eurokrisen, ekonomisk politik och ”A Modest Proposal”
Varoufakis var 2004 - 2006 ekonomisk rådgivare till Giorgos Papandreou vars regering utsattes för hans skarpa kritik några år senare.
Som författare till flera böcker om spelteori anlitas han som analytiker i nyhetsmedia som BBC, CNN, Sky News, Russia Today och Bloomberg TV.
I november 2010 publicerade han och Stuart Holland (f d labourparlamentsledamot och professor i ekonomi vid universitetet i Coimbra) A Modest Proposal, en uppsättning politiska åtgärder för att övervinna eurokrisen.
2013 kom version 4.0 av A Modest Proposal med den amerikanske ekonomen James K. Galbraith som tredje medförfattare och med stödjande förord av förre franske premiärministern Michel Rocard. Varoufakis jämför där USA-ekonomins roll gentemot resten av världen sedan 70-talet med Minotaurus: precis som atenarna en gång försåg besten på Kreta med ett jämnt tillflöde av ynglingar och ungmör som offer, började 'resten av världen' sända otroliga mängder av kapital till Amerika och Wall Street. Denne moderne och globale Minotaurus blev 'motorn' som drog världsekonomin från början av 80-talet till 2008.

## Den globaliserande muren
2005 - 2006 turnerade Varoufakis tillsammans med konstnären Danaë Stratou runt längs sju skiljelinjer världen över (Palestina, Etiopien-Eritrea, Kosovo, Belfast, Cypern, Kashmir och gränsen mellan USA och Mexiko). Danaë Stratou skapade installationen CUT:7 7 dividing lines medan Varoufakis skrev texter som sedan blev en politisk-ekonomisk redogörelse för dessa skiljelinjer med titeln The Globalizing Wall. Tillsammans med Danaë Stratou grundade han 2010 projektet Vital Space.'

## Valve Corporation
Från 2012 är han fast ekonom på Valve Corporation. Han undersökte den virtuella ekonomin i Steam, särskilt med tanke på valutakurser och handelsunderskott. 2013 har hans arbete bestått i ett spel om att förutse speltrender.

## Politisk karriär
Varoufakis utnämndes januari 2015 till finansminister av premiärministern Alexis Tsipras efter valsegern i parlamentsvalet. Han beskriver sig själv som "libertariansk marxist". 
I slutet av april 2015 kopplades Varoufakis bort från förhandlingarna med eurogruppen om ett fortsatt räddningspaket för Grekland, efter att ha skapat konflikter med eurogruppens övriga finansministrar. 6 juli 2015, dagen efter Greklands folkomröstning om räddningspaketet, avgick han från finansministerposten. Han efterträddes av Euklidis Tsakalotos.

## Böcker på engelska
- Technofeudalism: What Killed Capitalism, (Bodley Head UK, 2023) (ISBN 978-1-84792-727-9); Melville House US, 2024 (ISBN 978-1-68589-124-4)
- Another Now: Dispatches from an Alternative Present, Bodley Head, 2020 (ISBN 978-1-84792-564-0); Melville House US, 2021 (ISBN 978-1-61219-956-6)

- Talking to My Daughter About the Economy: A Brief History of Capitalism,The Bodley Head Ltd, 2017 (ISBN 9781847924445)
- Adults in the room: My Battle with Europe's Deep Establishment, Penguin, 2013 (ISBN 9781847924452)
- Economic Indeterminacy: A personal encounter with the economists' most peculiar nemesis. London and New York: Routledge, 2013 (ISBN 0415668492)
- The Global Minotaur: America, the True Origins of the Financial Crisis and the Future of the World Economy. Zed Books, 2011 (translations in German, Greek, Italian, Spanish, Czech and Finnish); second edition 2013
- Modern Political Economics: Making sense of the post-2008 world. London and New York: Routledge, 2011 (with Joseph Halevi and Nicholas Theocarakis)
- Game Theory: A critical text. London and New York: Routledge, 2004 (with Shaun Hargreaves-Heap)
- (ed.): Game Theory: Critical Perspectives. Volumes 1–5, London and New York: Routledge, 2001
- Foundations of Economics: A beginner's companion. London and New York: Routledge, 1998
- Game Theory: A critical introduction. London and New York: Routledge, 1995 (with Shaun Hargreaves-Heap)
- Rational Conflict. Oxford: Blackwell, 1991
- (ed.): Conflict in Economics. Hemel Hempstead: Harvester Wheatsheaf and New York: St Martin's Press, 1990 (with David P. T. Young )